# Groveton (Teksas)
Groveton je grad u američkoj saveznoj državi Teksas. Prema popisu stanovništva iz 2010. u njemu je živjelo 1.057 stanovnika.